# Dilber
Dilber Yunus (uigur: دىلبەر يۇنۇس, en chino: 迪里拜尔·尤努斯, pinyin: Dílǐbàiěr Yóunǔsī, conocida como Dilber) (n. Kashgar, Región Autónoma de Uigur, Xinjiang, 1958) es una cantante y soprano lírica china, cuya técnica es la de coloratura. Ha sido denominada como la "Filomena de China", en referencia a la hija del rey Pandión de Atenas, que, según la leyenda, se convirtió en un ruiseñor.
Su carrera comenzó el año 1976, cuando es admitida en el conjunto de canto y danza de Xinjiang. Cuatro años después ingresa al Departamento de Música Vocal y de Ópera en el Conservatorio Central de Música de Pekín (en chino: 中央音樂學院), y siendo aún estudiante, ganó un premio en el Concurso Internacional de Ópera de Finlandia. En 1987 Dilber terminó su maestría en el Conservatorio y rápidamente se unió a la compañía perteneciente a la Ópera Nacional de Finlandia; posteriormente, se une a la Opera Malmö de Suecia (en sueco: Malmö opera och musikteater).
Ha ganado dos veces el Birgit Nilsson Stipend (en 1997 y 1998), mientras que como soprano, ha realizado cientos de conciertos y recitales como solista en todo el mundo, y ha interpretado diversos roles en diversas piezas de ópera, tales como:
- La Reina de la Noche en la opera de Mozart La flauta mágica (Die Zauberflöte).
- Rosina en la opera de Rossini El barbero de Sevilla (Il barbiere di Siviglia).
- Lisa en La sonnambula de Bellini.
- Adina en L'elisir d'amore de Donizetti.
- Marie en La fille du régiment de Donizetti.
- Lucia en Lucia di Lammermoor de Donizetti.
- Gilda en Rigoletto de Verdi.
- Oscar en Un ballo in maschera de Verdi.
- Olympia en Les contes d'Hoffmann de Offenbach.
- Sophie en Werther de Massenet.
- Una de las doncellas de las flores en Parsifal de Wagner.
- El rol titular en Le rossignol de Stravinsky.
- Zerbinetta en Ariadne auf Naxos de Strauss.
- Loretta en Gianni Schicchi de Puccini.